# Царенко, Сергей Васильевич
Серге́й Васи́льевич Царе́нко — российский врач-реаниматолог, директор "Национального медицинского исследовательского центра «Лечебно-реабилитационный центр» Министерства здравоохранения Российской Федерации, профессор, заведующий кафедрой анестезиологии и реаниматологии Факультета фундаментальной медицины МГУ им. М. В. Ломоносова, доктор медицинских наук, член правления Федерации анестезиологов-реаниматологов РФ. Заслуженный врач РФ (2021).

## Биография
Родился в 1960 году в Одессе, Украинская ССР.
В 1983 с отличием окончил Одесский медицинский институт им Н. И. Пирогова.
С 1983 по 1995 прошёл обучение в клинической ординатуре на базе НИИ скорой помощи им. Н. В. Склифосовского. С 1985 по 1995 работал анестезиологом-реаниматологом в НИИ скорой помощи им. Н. В. Склифосовского.
В 1989 защитил кандидатскую диссертацию по нарушениям гемодинамики у нейрохирургических пациентов.
С 1995 по 2007 заведующий отделением реанимации и интенсивной терапии для нейрохирургических больных НИИ скорой помощи им. Н. В. Склифосовского.
В 2000 защитил докторскую диссертацию по доктрине вторичных церебральных повреждений у нейрореанимационных пациентов.
С 2007 по 2008 заместитель главного врача по медицинской части Городской клинической больницы № 1 им. Н. И. Пирогова. С 2008 по 2017 врач-анестезиолог-реаниматолог отделения реанимации, внештатный главный анестезиолог-реаниматолог ФГАУ «Лечебно-реабилитационный центр Минздрава РФ».
С 2018 по 2022 заместитель главного врача по анестезиологии и реаниматологии ГКБ № 52.
В 2021 присвоено звание «Заслуженный врач РФ».
В 2022 приглашён в состав экспертов РАН.
С 2022 директор Национального медицинского исследовательского центра «Лечебно-реабилитационный центр» Министерства здравоохранения Российской Федерации.

## Научная деятельность
Научные исследования С. В. Царенко посвящены изучению механизмов поражения головного мозга при тяжелых заболеваниях и повреждениях, методам профилактики и лечения тяжелой дыхательной недостаточности при нейротравме, у послеоперационных пациентов, при тяжелых внебольничных и нозокомиальных пневмониях, разработке инновационных подходов по диагностике и лечению внутрибольничной полирезистентной инфекции. Оригинальные исследования С. В. Царенко привели его в 2000 х годах к разработке и внедрению доктрины профилактики и лечения вторичных ишемических атак при заболеваниях и повреждениях головного мозга на основе системы мультимодального нейромониторинга. Дальнейшее углубление в тему привело к появлению инновационных лечебных подходов по коррекции нейромедиаторного дефицита при заболеваниях и повреждениях головного мозга. Поскольку одной из основных проблем при поражениях нервной системы являются тяжелые расстройства дыхания, то С. В. Царенко детально занялся этой темой, которая вскоре вышла за рамки нейрореанимации. Много усилий С. В. Царенко посвятил дыхательным расстройствам при иных нозологических формах, организации московского городского центра ЭКМО, внедрению методов протективной респираторной поддержки, изучению способов оптимизации антимикробной терапии.

## COVID-2019
Накопленный опыт клинициста, организатора здравоохранения, учёного и преподавателя проявился во время вспыхнувшей пандемии COVID-19. Клиницист привлек внимание к проблеме нарастающей полирезистентности микроорганизмов, инициировал ряд поисковых исследований на эту тему с НИЦ эпидемиологии и микробиологии им НФ Гамалеи, НИИ физико-химической медицины, Сколтехом.
С. В. Царенко — один из экспертов, выбранных Министерством здравоохранения РФ для подготовки и регулярных пересмотров «Временных рекомендаций по лечению новой коронавирусной инфекции», а также член экспертной группы Федерации анестезиологов-реаниматологов РФ, посвященных лечению новой коронавирусной инфекции.

## Педагогическая работа
С 1999 профессор факультета фундаментальной медицины МГУ им. М. В. Ломоносова, руководитель курса анестезиологии-реаниматологии.
С 2021 заведующий кафедрой анестезиологии-реаниматологии Факультета фундаментальной медицины МГУ им. Ломоносова.

## Научные труды
- Царенко С. В. Нейрореаниматология. Интенсивная терапия черепно-мозговой травмы. М.: Медицина. 384 с., 3-е изд. 2009.
- Царенко С. В. Практический курс ИВЛ. М.: Медицина. 2006. 160 с., 2-е изд. 2007.
- Царенко С. В., Добрушина О. Р. Интенсивная терапия острого респираторного дистресс-синдрома. М.: Медицина. 2008. 176 с.
- Царенко С. В., Добрушина О. Р. Интенсивная терапия при обострениях хронической обструктивной болезни легких. М.: Медицина. 2008. 112 с.
- Царенко С. В., Добрушина О. Р. Интенсивная терапия астматического статуса. М.: Медицина. 2008. 80 с.
- Царенко С. В., Цисарук Е. С. Интенсивная терапия при сахарном диабете. М.: Медицина. 2008. 96 с.
- Царенко С. В., Куликов А. С. Интенсивная терапия тяжелого острого панкреатита. М.: Медицина. 2008. 112 с.
- Царенко С. В., Карзин А. В. Нейрореаниматология. Протоколы и алгоритмы лечения повреждений мозга. М.: Медицина. 2009. 88 с.
- Зайцев О. С., Царенко С. В. Нейрореаниматология. Выход из комы (терапия посткоматозных состояний). М.: Литасс, 2014. — 160 с.

## Награды
- 2020 — Почётная грамота Президента РФ за вклад в борьбу с коронавирусной инфекцией[15].
- 2021 — Заслуженный врач России[3].
- 2021 — Заслуженный врач Карачаево-Черкесии[16].
- 2022 — Орден «За заслуги перед Отечеством IV степени».